# Blacktail Deer Creek (Yellowstone River)
Der Blacktail Deer Creek ist ein etwa 20 km langer, linker Nebenfluss des Yellowstone River in den US-Bundesstaaten Wyoming und Montana. Er fließt auf seiner gesamten Länge durch den Yellowstone-Nationalpark. „Blacktail Deer“ ist der englische Name für die Schwarzwedelhirsche, zwei Unterarten des Maultierhirschs (Odocoileus hemionus).

## Verlauf
Der Blacktail Deer Creek entspringt an der Nordflanke des Cook Peak auf etwa 2805 m Höhe im zentralen Norden des Yellowstone-Nationalparks im Park County in Wyoming. Von dort fließt er in nordöstliche Richtung über das Blacktail Plateau und erhält von rechts einige größere Zuflüsse. Östlich der Blacktail Ponds unterquert der Fluss die Grand Loop Road und erhält flussabwärts mit dem Rescue Creek von links seinen einzigen benannten Zufluss. Der Blacktail Deer Creek wendet sich nach Nordosten und fließt noch für rund 500 m durch das Park County in Montana, bevor er im Black Canyon of the Yellowstone auf 1688 m Höhe in den hier nach Nordwesten fließenden Yellowstone River mündet.

## Hydrologie
Der Blacktail Deer Creek ist als Nebenfluss des Yellowstone River Teil des Einzugsgebietes des Missouri River, der über den Mississippi in den Golf von Mexiko entwässert. Das Einzugsgebiet des Blacktail Deer Creek umfasst ein Areal von etwa 89 km² und grenzt an die Einzugsgebiete von Oxbow Creek im Osten, Tower Creek im Süden sowie Lupine Creek und Lava Creek im Westen. Der mittlere Abfluss am Pegel bei Mammoth beträgt 0,24 m³/s, die größten Abflüsse finden sich in den Monaten Mai und Juni.